# Prix Eugène-Dabit du roman populiste
Le prix Eugène-Dabit du roman populiste est un prix littéraire français créé en 1931 par Antonine Coullet-Tessier (1892-1983) pour récompenser une œuvre romanesque qui « préfère les gens du peuple comme personnages et les milieux populaires comme décors à condition qu'il s'en dégage une authentique humanité ».

## Le populisme en littérature
Le populisme est né en Russie dans les années 1870 de la volonté de jeunes étudiants qui choisissaient d'abandonner leurs universités pour aller partager leurs connaissances avec les paysans et les artisans. En France, ce mouvement qui avait déjà gagné la Hongrie et la Roumanie, fut impulsé par Léon Lemonnier et André Thérive, par un manifeste paru dans L'Œuvre du 27 août 1929. 
Il était fort éloigné de la dérive sémantique dont est l'objet depuis le terme « populiste ». Ce manifeste fut écrit en réaction contre une littérature bourgeoise prenant pour cadre unique les sphères les plus fortunées de la société française, privilégiant l'analyse psychologique et les élans nombrilistes au détriment de la subtile relation des faits les plus quotidiens, les plus concrets, ceux d'une vie réelle, drue et vigoureuse. « Le peuple plus le style », une formule tout aussi lapidaire qu'essentielle et qui a su réunir au travers du prix du roman populiste des auteurs aussi prestigieux que Jules Romains (1932), Henri Troyat (1935), Jean-Paul Sartre (1940), Louis Guilloux (1942), René Fallet (1950) et, plus près de nous, Jean-Pierre Chabrol, Bernard Clavel, Clément Lépidis, Raymond Jean, Leïla Sebbar, Louis Nucéra ou encore Olivier Adam, Dominique Fabre ou Joseph Ponthus.

« Nous en avons assez des personnages chics et de la littérature snob ; nous voulons peindre le peuple. Mais avant tout, ce que nous prétendons faire, c'est étudier attentivement la réalité.
Nous nous opposons, en un certain sens, aux naturalistes. Leur langue est démodée et il convient de n'imiter ni les néologismes bizarres de certains d'entre eux, ni leur façon d'utiliser le vocabulaire et l'argot de tous les métiers. Nous ne voulons point non plus nous embarrasser de ces doctrines sociales qui tendent à déformer les œuvres littéraires.
Il reste deux choses. D'abord de la hardiesse dans le choix des sujets : ne pas fuir un certain cynisme sans apprêt et une certaine trivialité –j'ose le mot– de bon goût. Et, surtout, en finir avec les personnages du beau monde, les pécores qui n'ont d'autre occupation que se mettre du rouge, les oisifs qui cherchent à pratiquer des vices soi-disant élégants. Nous voulons aller aux petites gens, aux gens médiocres qui sont la masse de la société et dont la vie, elle aussi, compte des drames. Nous sommes donc quelques-uns bien décidés à nous grouper autour d'André Thérive, sous le nom de “romanciers populistes”.
Le mot, nous l'avons dit, doit être pris dans un sens large. Nous voulons peindre le peuple, mais nous avons surtout l'ambition d'étudier attentivement la réalité. Et nous sommes sûrs de prolonger ainsi la grande tradition du roman français, celle qui dédaigna toujours les acrobaties prétentieuses, pour faire simple et vrai. »

— Léon Lemonnier, L’Œuvre, août 1929.

## Histoire du prix
Décerné pour la première fois en 1931 à Eugène Dabit pour son célèbre L'Hôtel du Nord, le prix du roman populiste s'est inspiré du manifeste de Lemonnier et Thérive.
Le prix n'est pas décerné de 1937 à 1939, en 1946 et 1947, ni de 1978 à 1983.
En octobre 2012, le prix du roman populiste prend le nom de « prix Eugène-Dabit du roman populiste », en hommage et pour faire référence à son premier lauréat. Cette évolution réaffirme sa fidélité à une longue histoire et à des valeurs de progrès tout en revendiquant sa filiation à un genre littéraire qui place le peuple, sa vie, ses espoirs et ses combats au cœur de son écriture. Elle permet également à ce prix de se démarquer des manipulations sémantiques qui ont détourné le sens du mot « populisme » pour déconsidérer le plus souvent des adversaires politiques ainsi accusés d'exploiter la supposée stupidité du peuple.
L'édition 2020 est annulée au profit d'une édition 2020-2021.

### Jury
Édition 2024
- Julie Bacques
- Julie Bonnie
- Hugo Boris
- François Boucq
- Natacha Boussaa
- Patrick Braouezec
- Joseph Da Costa
- Dominique Fabre
- Hervé Hamon
- Philippe Haumont
- Claire Le Guellaff
- Michel Quint (président)
- Samira Sedira

### Lauréats
- 1931 : Eugène Dabit pour L'Hôtel du Nord
- 1932 :
  - Jules Romains pour Les Hommes de bonne volonté, tomes I et II (il accepte l'honneur mais refuse l'argent)
  - Jean Pallu pour Port d'escale
- 1933 : Henri Pollès pour Sophie de Tréguier
- 1934 : Marie Gevers pour Madame Orpha ou la Sérénade de mai
- 1935 : Henri Troyat pour Faux Jour
- 1936 : Tristan Rémy pour Faubourg Saint-Antoine
- 1940 : Jean-Paul Sartre pour Le Mur
- 1941 : Jean Rogissart pour Le Fer et la Forêt
- 1942 : Louis Guilloux pour Le Pain des rêves
- 1943 : Marius Richard pour La Naissance de Phèdre
- 1944 : Jean Merrien pour Bord à bord
- 1945 : Emmanuel Roblès pour Travail d'homme
- 1948 : Armand Lanoux pour La Nef des fous
- 1949 : Serge Groussard pour Des gens sans importance
- 1950 : René Fallet pour Banlieue sud-est, La Fleur et la souris, Pigalle
- 1951 : Émile Danoën pour Une maison soufflée aux vents
- 1952 : Herbert Le Porrier pour Juliette au passage
- 1953 : Mouloud Feraoun pour La Terre et le Sang
- 1954 : Yves Gibeau pour Les Gros Sous
- 1955 : René Masson pour Les Compères de miséricorde
- 1956 : Jean-Pierre Chabrol pour Le Bout-Galeux
- 1957 : Jean Anglade pour L'Immeuble Taub
- 1958 : René Rembauville pour La Boutique des regrets éternels
- 1959 : Paule Wislenef pour La Polonaise à Chopin
- 1960 : André Kédros pour Le Dernier Voyage du « Port-Polis »
- 1961 : Christiane Rochefort pour Les Petits Enfants du siècle
- 1962 : Bernard Clavel pour La Maison des autres
- 1963 : Jean-Marie Gerbault pour Chers poisons
- 1964 : René Pons pour Couleur de cendre
- 1965 : Jean Hougron pour Histoire de Georges Guersant
- 1966 : André Remacle pour Le Temps de vivre
- 1967 : André Stil pour André
- 1968 : Pierre Fritsch pour Le Royaume de la côte
- 1969 : Pierre Basson pour La Tête
- 1970 : Maurice Frot pour Nibergue
- 1971 : André Pierrard pour La Fugue flamande
- 1972 : Clément Lépidis pour Le Marin de Lesbos
- 1973 : Jean-Marie Paupert pour Mère angoisse
- 1974 : Raymond Achille de Lavilledieu pour L'Amour guêpe
- 1975 : Raymond Jean pour La Femme attentive
- 1976 : Alain Gerber pour Une sorte de bleu
- 1977 : Claude Aubin pour Le Marin de fortune
- 1984 : Daniel Zimmermann pour La Légende de Marc et Jeanne
- 1985 : Leïla Sebbar pour Les Carnets de Shérazade
- 1986 : Ada Ruata pour Elle voulait voir la mer
- 1987 : Gérard Mordillat pour À quoi pense Walter ?
- 1988 : Daniel Rondeau pour L'Enthousiasme
- 1989 : René Frégni pour Les Chemins noirs
- 1990 : Didier Daeninckx pour Le Facteur fatal
- 1991 : Sylvie Caster pour Bel-Air
- 1992 : Pierre Mezinski pour Simon Rouverin : le forçat du canal
- 1993 : Denis Tillinac pour Rugby blues
- 1994 : Jean Vautrin pour Symphonie Grabuge
- 1995 : Patrick Besson pour Les Braban
- 1996 : Hervé Jaouen pour L'Allumeuse d'étoiles
- 1997 : Rachid Boudjedra pour La Vie à l'endroit
- 1998 : Jean-Marie Gourio pour Chut !
- 1999 : Jean Ferniot pour Un temps pour aimer, un temps pour haïr
- 2000 : Philippe Lacoche pour HLM
- 2001 : Daniel Picouly pour Paulette et Roger
- 2002 : Marie Rouanet pour Enfantine
- 2003 : Dominique Sampiero pour Le Rebutant
- 2004 : Laurent Gaudé pour Le Soleil des Scorta
- 2005 : Louis Nucéra pour l'ensemble de son œuvre, à titre posthume
- 2006 : Akli Tadjer pour Bel-Avenir
- 2007 : Olivier Adam pour À l'abri de rien
- 2008 : Jean-Luc Marty pour Rumba
- 2009 : Samuel Benchetrit pour Le Cœur en dehors
- 2010 : Natacha Boussaa pour Il vous faudra nous tuer
- 2011 : Shumona Sinha pour Assommons les pauvres
- 2012 : Thierry Beinstingel pour Ils désertent
- 2013 : Violaine Schwartz pour Le Vent dans la bouche
- 2014 : Dominique Fabre pour Photos volées
- 2015 : Didier Castino pour Après le silence
- 2016 : Hugo Boris pour Police
- 2017 : Titaua Peu pour Pina
- 2018 : Estelle-Sarah Bulle pour Là où les chiens aboient par la queue
- 2019 : Joseph Ponthus pour À la ligne. Feuillets d'usine
- 2021 : Samira Sedira pour Des gens comme eux
- 2022 : Dan Nisand pour Les Garçons de la cité-jardin
- 2023 : Gilles Marchand pour Le Soldat désaccordé
- 2024 : Sorj Chalandon pour L'Enragé

Il existe une idée reçue, largement relayée par la critique, selon laquelle La Rue sans nom de Marcel Aymé aurait reçu le prix en 1930, ce qui est faux,.